# Tour de la Molière
Der Tour de la Molière befindet sich in der Gemeinde Estavayer des schweizerischen Kantons Freiburg.

## Geschichte
Der Turm ist der einzige erhaltene Überbleibsel einer Burg und eines mittelalterlichen Dorfes, das auf einem Hügel in der Nähe des Dorfes Murist am Ende des 12. Jahrhunderts errichtet wurde. Im Jahr 1317 wird die Existenz von Häusern, Toren, einer Zugbrücke und Mauern von Einfriedungen erwähnt. Heute sind nur noch wenige Wellen in der Landschaft vorhanden.
Die Burg, Sitz der Familie Molière, von Font, wurde 1475 während des Burgunderkrieges von den Bernern und Freiburgern erobert.
Es ging in die Hände des Hauses Savoyen über und wurde dann an den Grafen von Gruyère abgetreten. 1513 war die Herrschaft das Vorrecht des Grafen von Gruyères, aber diese waren verschuldet und deshalb gezwungen zu verkaufen. Der neue Bürgermeister des Ortes war ein gewisser Jacques de Pesmes.
Während der Eroberung des Kantons Waadt im Jahre 1536 kaufte der Staat Freiburg das Schloss von François de Montmayeur. Nachdem er die anderen Teile der Herrschaft erworben hatte, vereinigte er das Ganze mit Font und Vuissens zu einer Vogtei, die von einem Gerichtsvollzieher regiert wurde, der in der letztgenannten Ortschaft residierte. 1580 entwarf Kanzler Guillaume Techtermann einen Plan und eine Skizze des Geländes, die es ermöglichte festzustellen, dass die gesamte Esplanade über dem Felsen von einem Wall umgeben war, dessen Fundamente noch zu sehen sind.
Im 19. Jahrhundert ermächtigte der Staat Freiburg die Einwohner von Murist, den kleineren der beiden überlebenden Türme abzubauen. Das Gelände wurde als Steinbruch genutzt, um die für den Bau der Kur und einiger Häuser im Dorf die notwendigen Steine zu verwenden.
2009 wurde ein Verein zur Aufwertung und Erhaltung des Geländes gegründet.

## Situation
96 Treppenstufen führen zur Aussichtsplattform des Turmes. Von dort hat man einen Blick vom Jura bis zu den Alpen, dem Neuenburgersee sowie den umliegenden Dörfern.

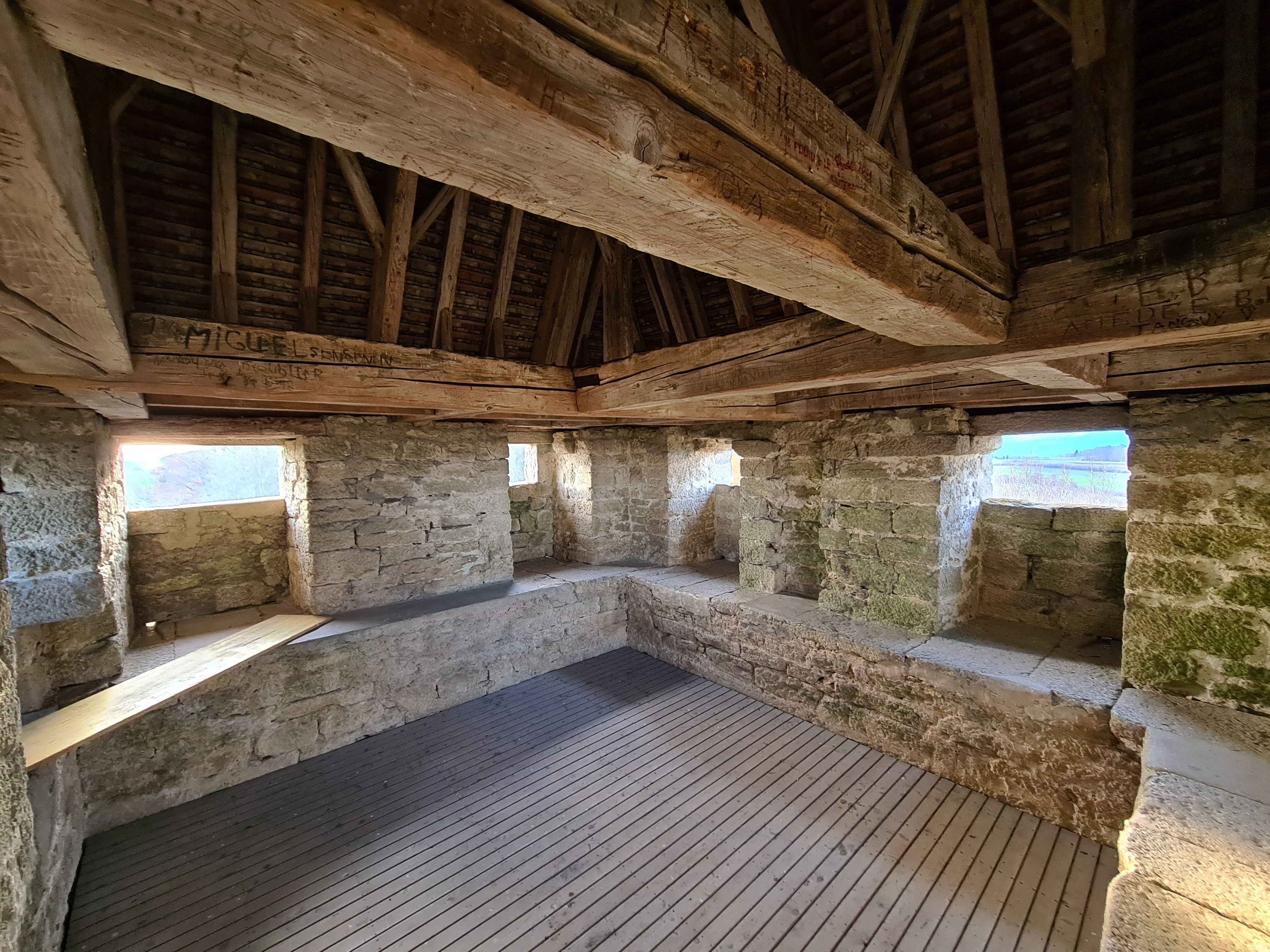
Aussichtsplattform
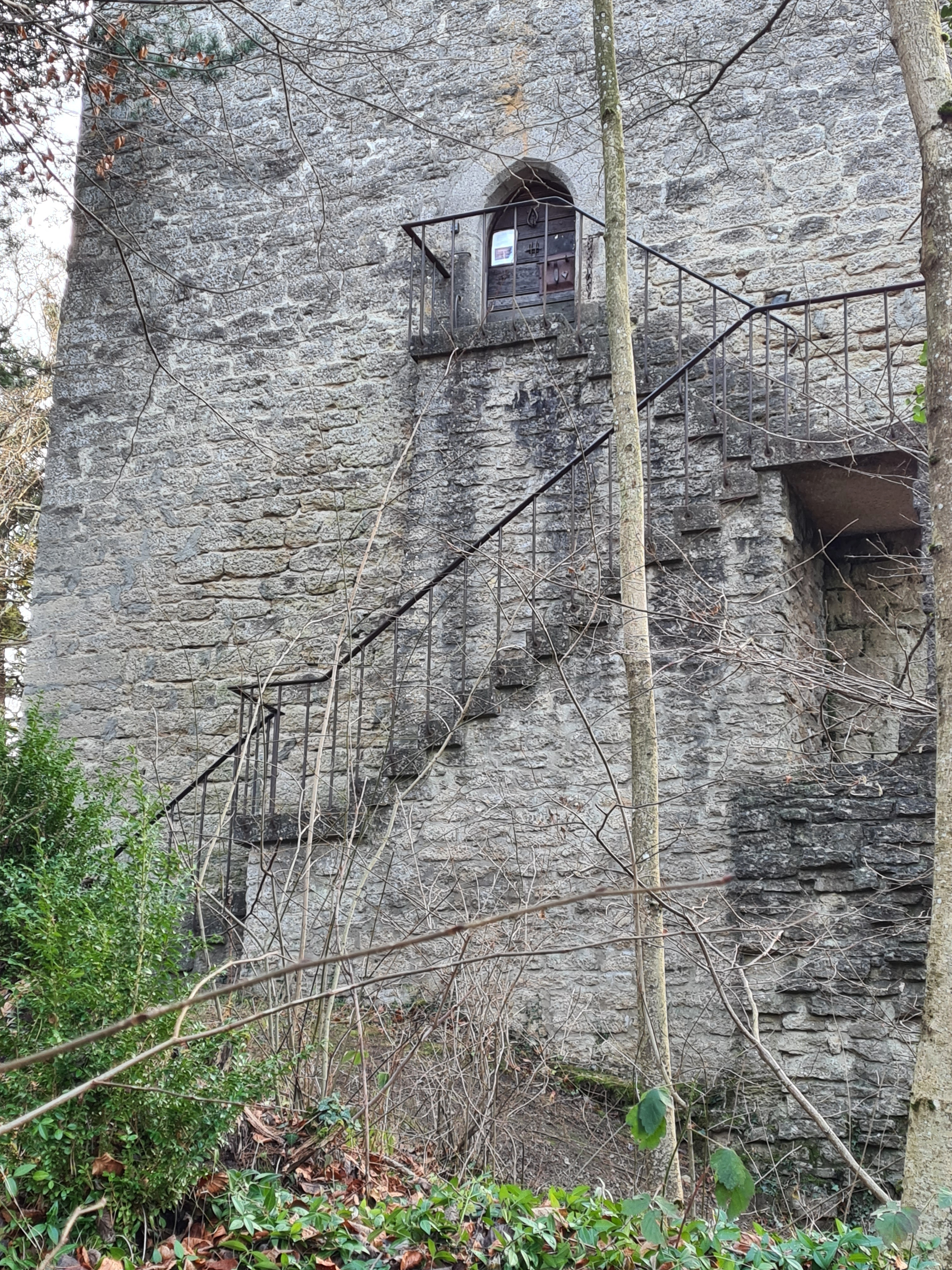
Äussere Treppe
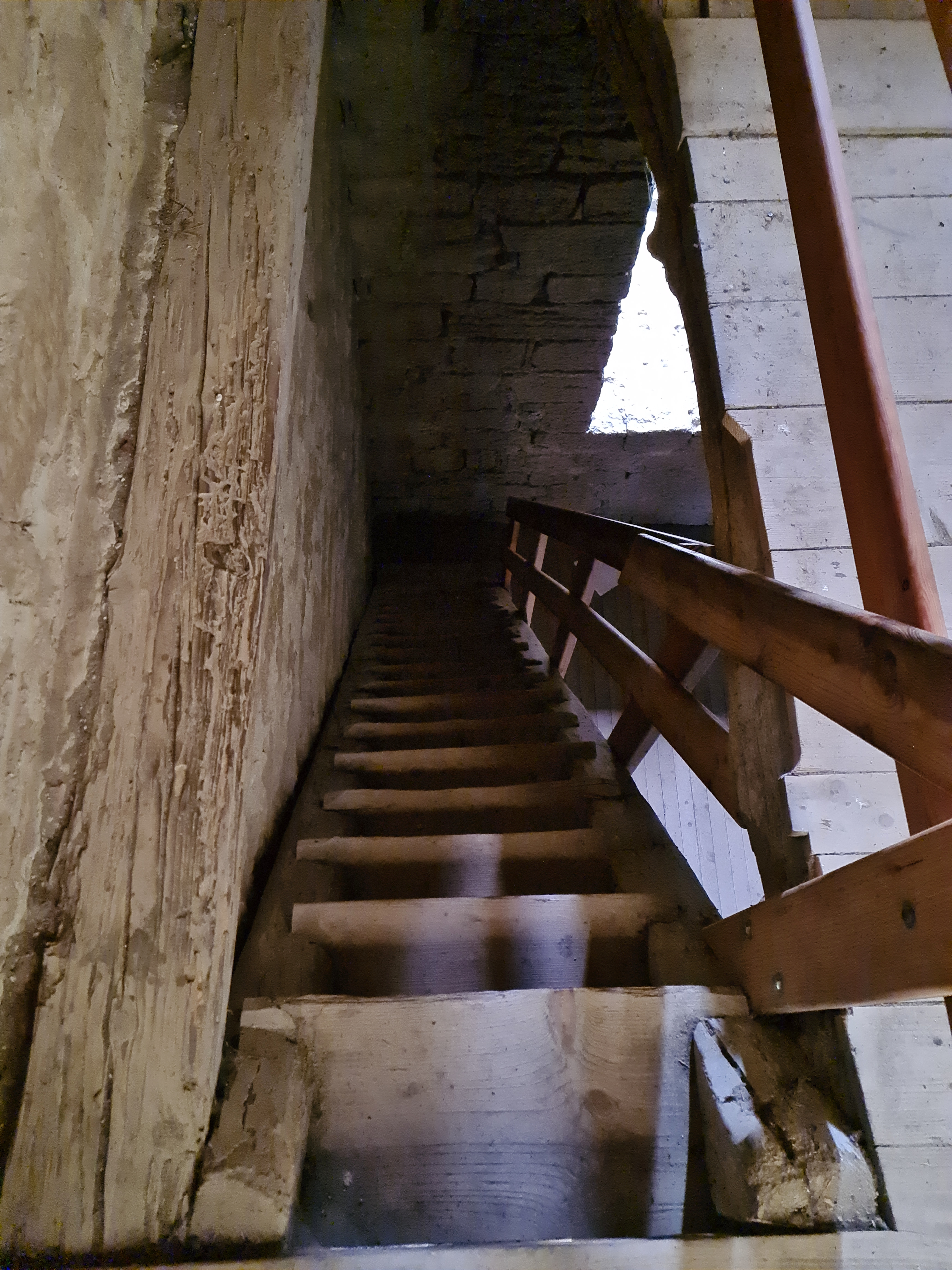
Innere Treppe